# Beshīk Tappeh
Beshīk Tappeh (persiska: بشيک تپه, بِش تَپِّه, بِش تِپِ, پِشيك تَپِّه) är en ort i Iran.   Den ligger i provinsen Hamadan, i den nordvästra delen av landet, 270 km väster om huvudstaden Teheran. Beshīk Tappeh ligger 1 814 meter över havet och antalet invånare är 950.
Terrängen runt Beshīk Tappeh är platt åt sydväst, men åt nordost är den kuperad.Runt Beshīk Tappeh är det ganska tätbefolkat, med 52 invånare per kvadratkilometer. Närmaste större samhälle är Shīrīn Sū, 5,6 km sydost om Beshīk Tappeh. Trakten runt Beshīk Tappeh består i huvudsak av gräsmarker.